# Helena Rakoczy
Helena Rakoczy (Krzynówek quando solteira), também creditada por Rákóczy ou Rákóczi (Cracóvia, 23 de dezembro de 1921 — 2 de setembro de 2014) foi uma ginasta polonesa que competiu em provas da ginástica artística.
Helena conquistou uma medalha olímpica, de bronze, na prova de aparelhos portáteis nos Jogos de 1956. É também detentora de sete medalhas mundiais, com destaque para o Mundial de Basileia de 1950, no qual foi primeira colocada por quatro vezes. Em 2004 foi incluída no International Gymnastics Hall of Fame.

## Carreira
Filha de Francis - um eletricista - e Anna Bieniek - uma comerciante, Helena começou na ginástica aos treze anos, no clube Falcons, no qual permaneceu por cinco anos e para o qual retornou pelo período de 1945-1946. Sem dinheiro para pagar as aulas de balé do Falcon, esperaram o crescimento do ginásio para matriculá-la. Inscrita no Crown, teve sua carreira interrompida em decorrência da ocupação alemã durante a Segunda Guerra Mundial. Imediatamente após o cessar das hostilidades, a atleta retornou aos treinamentos, podendo então participar de um concurso geral pela primeira vez, em Torun. Em 1950, aos 29 anos, competiu em seu primeiro Mundial, na edição de Basileia, no qual tornou-se multimedalhista ao subir ao pódio por cinco vezes: venceu as provas do concurso geral, salto, trave e solo; nas barras assimétricas, fora superada pela austríaca Gertchen Kolar e pela sueca Anna Pettersson. Estes resultados tornaram a ginástica artística um desporto admirado nacionalmente, bem como fez ressurgir o esporte polonês após os danos sofridos pela guerra. Rakoczy, por sua vez, tornou-se uma mulher símbolo, exemplo de vitória.
Quatro anos mais tarde, competiu no Mundial de Roma, a segunda edição de que participou, no qual conquistou duas medalhas de bronze: individual geral e barras assimétricas. Em 1956, aos 35 anos, disputou os Jogos Olímpicos de Melbourne, na Austrália, edição na qual conquistou a medalha coletiva por equipes, de bronze, nos aparelhos portáteis, empatada com a seleção soviética de Larissa Latynina.
Dona de uma carreira longa no desporto, Helena alcançou 26 vitórias no concurso geral em campeonatos nacionais, um tricampeonato, um hexacampeonato e um heptacampeonato também nacionais, nos aparelhos. Após deixar as competições gímnicas, passou a exercer a profissão de treinadora pela qual se aposentou Em 2004 foi incluída no International Gymnastics Hall of Fame.

## Principais resultados
| Ano  | Evento                                    | AA                | Equipe | AP                | Salto sobre o cavalo | Trave           | Barras assimétricas | Solo            |
| ---- | ----------------------------------------- | ----------------- | ------ | ----------------- | -------------------- | --------------- | ------------------- | --------------- |
| 1950 | Campeonato Mundial de Ginástica Artística | Medalha de ouro   |        |                   | Medalha de ouro      | Medalha de ouro | Medalha de bronze   | Medalha de ouro |
| 1952 | Jogos Olímpicos                           | 43º               | 8º     | 14º               |                      |                 |                     | 18º             |
| 1954 | Campeonato Mundial de Ginástica Artística | Medalha de bronze |        |                   |                      |                 | Medalha de bronze   |                 |
| 1956 | Jogos Olímpicos                           | 8º                | 4º     | Medalha de bronze |                      |                 | 5º                  | 18º             |